# M/F Hjarnø
M/F Hjarnø er en dansk færge, på overfarten Snaptun-Hjarnø, med hjemsted i Hjarnø. Færgen blev indsat på ruten i 1987, og kan medtage op til 8 personbiler og 48 passagerer. Hjarnø har 29 dobbeltture om dagen, og overfartstiden er på ca. 5-6 minutter.